# 周怡 (明朝)
周怡（1506年—1569年），字順之，號都峯、訥谿，直隸寧國府太平縣人，明朝政治人物。

## 生平
諸生出身，受學於王畿、鄒守益。
嘉靖十三年（1534年）甲午科應天鄉試第九十三名舉人，十七年（1538年）戊戌科三甲第三十三名進士。授順德府推官，二十一年（1542年）升吏科給事中，論劾戶部尚書李如圭、兵部尚書張瓚、兵部尚書劉天和、謹身殿大學士翟鑾、嚴嵩等，被廷杖，入獄三年，以乩仙言獲釋，不久再被逮入獄，又三年，大高玄殿發生火災，傳言火光中有呼楊爵、劉魁、周怡三人忠臣者，再獲釋，削籍為民。
隆慶元年（1567年）起復原職，同年升太常寺少卿，陳新政五事，語多忤中貴，出為山東按察司僉事、兵備登萊，二年（1568年）改南京國子監司業，三年（1569年）升太常寺少卿、提督四夷館，未任而卒。
天啟元年（1621年）追諡恭節。

## 著作
著有《訥谿文集》二十七卷、《訥齋文錄》。

## 家族
曾祖周德夫；祖父周全；父周本秀，字宗實，號西疇。母劉氏（？-1547年）。弟周忭、周恪。